# Мэддокс, Джейкоб
Джейкоб Кристиан Мэддокс (англ. Jacob Christian Maddox; род. 3 ноября 1998, Бристоль) — английский футболист, полузащитник клуба «Уолсолл».

## Клубная карьера
Родился в Бристоле и начал карьеру в местном клубе «Бристоль Сити». В 14 лет перешёл в академию «Челси». 26 июля 2018 года перешёл в «Челтнем Таун» на правах аренды. 4 августа 2018 года провёл свой первый матч в профессиональной карьере, выйдя в стартовом составе в матче против «Кроли Таун» (0:1). Всего в сезоне 2018/19 он провёл 44 матча во всех турнирах и набрал 7 очков по системе «гол+пас».
8 августа 2019 года перешёл в «Транмир Роверс» на правах аренды. Он сыграл всего в 2-х матчах в турнире «Трофей Papa John's», из-за чего 12 декабря 2019 года аренда была прервана досрочно.
2 февраля 2020 года был арендован клубом Премьер-лиги «Саутгемптоном». Провёл 2 матча за молодёжную команду и не отметился результативными действиями.
12 августа 2020 подписал четырехлетний контракт с португальским клубом «Витория». Дебютировал за новый клуб в матче 6-го тура чемпионата Португалии против «Жил Висенте» (1:2). 9 июля 2021 года перешёл в «Бертон Альбион» на правах аренды для получения игровой практики. Дебютировал за «пивоваров» в матче 1-го тура Первой лиги против «Шрусбери» (0:1), однако получил травму и был заменён на 38-й минуте.

## Карьера в сборной
Выступал за юношеские сборные Англии разных возрастов. Участник юношеского чемпионата Европы 2017 года, на котором провёл 2 матча и стал победителем турнира.